# Aktivist des Fünfjahrplanes

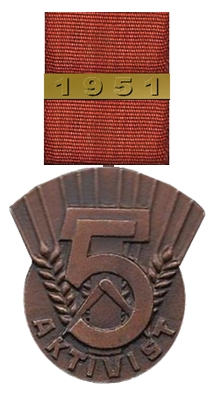
Medaille zum Ehrentitel, 1951

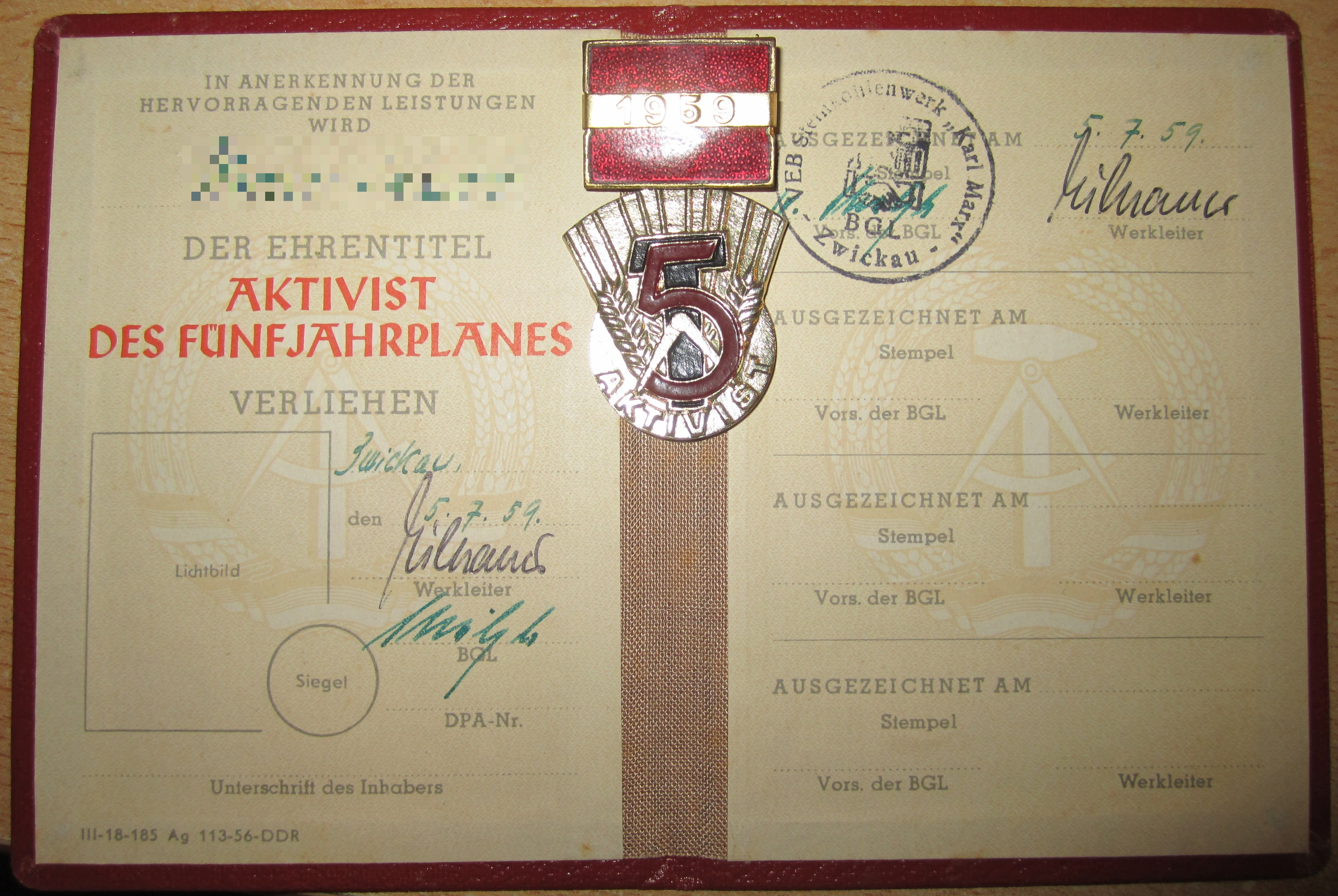
Aktivistenausweis

Aktivist des Fünfjahrplanes war eine staatliche Auszeichnung  der Deutschen Demokratischen Republik (DDR), welche in Form eines Ehrentitels mit Urkunde und einer tragbaren Medaille verliehen wurde. 
Die Stiftung erfolgte am 1. November 1953. Mit dem Ehrentitel wurden die besten Arbeiter, Meister, Techniker und Ingenieure der volkseigenen Betriebe der DDR geehrt. Die Verleihung erfolgte zumeist am 1. Mai oder 13. Oktober jeden Jahres oder an anderen Ehrentagen des jeweiligen Betriebes oder der Republik. Der Titelträger erhielt eine Medaille aus Bronze, eine Geldprämie sowie einen Aktivistenpass ausgehändigt.
Der Titel wurde 1960 abgelöst durch den Ehrentitel Aktivist des Siebenjahrplanes.